# Parakeijia
Parakeijia is een geslacht van kreeftachtigen uit de klasse van de Ostracoda (mosselkreeftjes).

## Soorten
- Parakeijia territoriae Howe & Mckenzie, 1989
- Parakeijia thomi (Yassini & Mikulandra, 1989)